# Três Cachoeiras

Três Cachoeiras es un municipio brasileño del estado de Rio Grande do Sul, perteneciente a la microrregión de Osório.

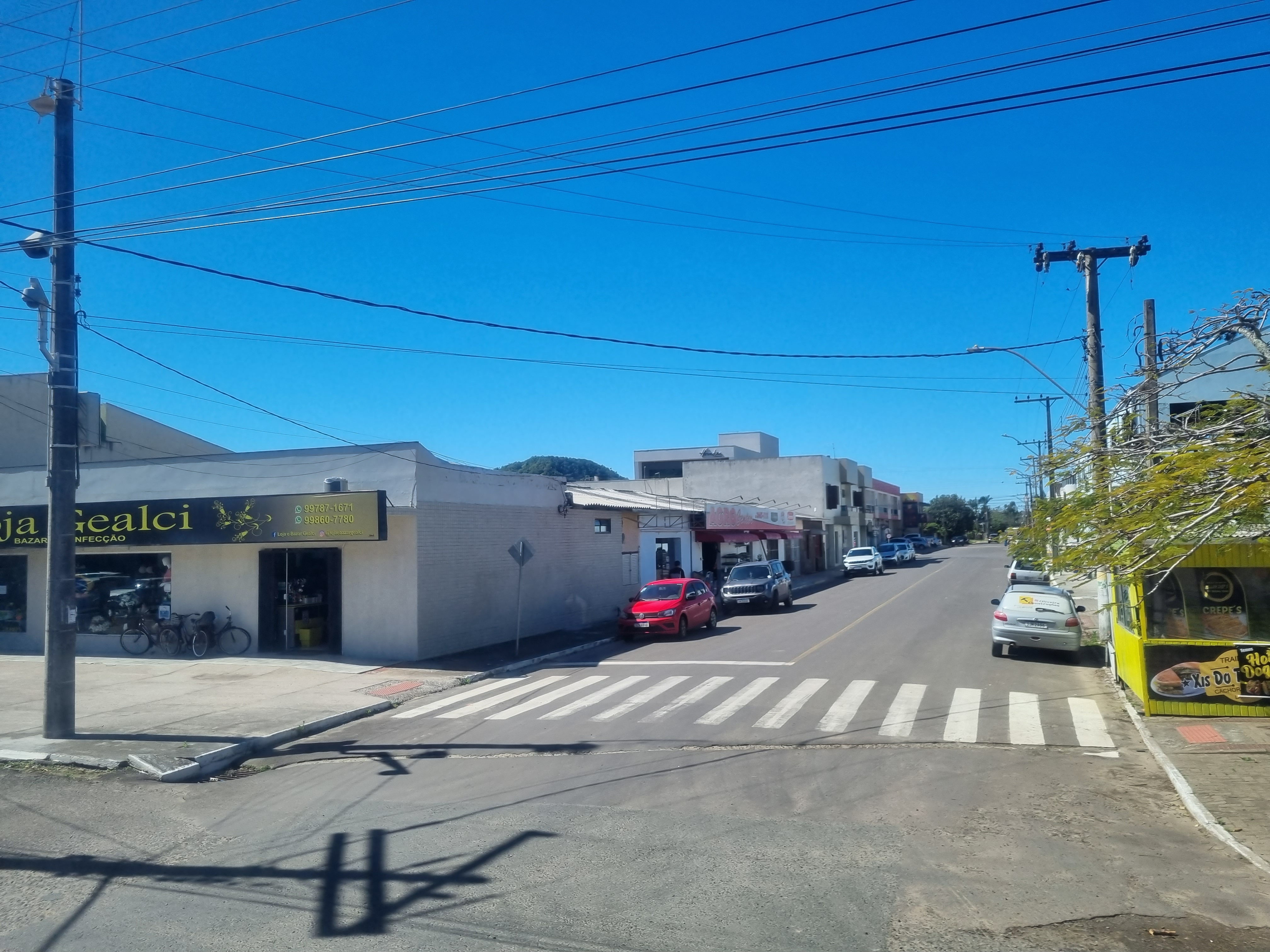
La avenida Padre Rizzieri en el municipio

Se encuentra ubicado a una latitud de 29º27'20" Sur y una longitud de 49º55'28" Oeste, estando a una altitud de 15 metros sobre el nivel del mar. Su población estimada para el año 2004 era de 10.305 habitantes.
Ocupa una superficie de 253,96 km².
- Datos: Q1750024
- Multimedia: Três Cachoeiras / Q1750024